# 相马石杉
相马石杉（学名：Huperzia somai）为石杉科石杉属下的一个种。

## 扩展阅读
- 維基物種上的相關：相马石杉